# Aleś Arkusz
Aleś Arkusz (wł. Kozik; biał. Алесь Аркуш; ur. 28 maja 1960 w Żodzinie) – białoruski poeta, prozaik, eseista, krytyk, autor piosenek i tłumacz publikujący na Białorusi i w Polsce; członek białoruskiego PEN-Centrum.

## Życiorys

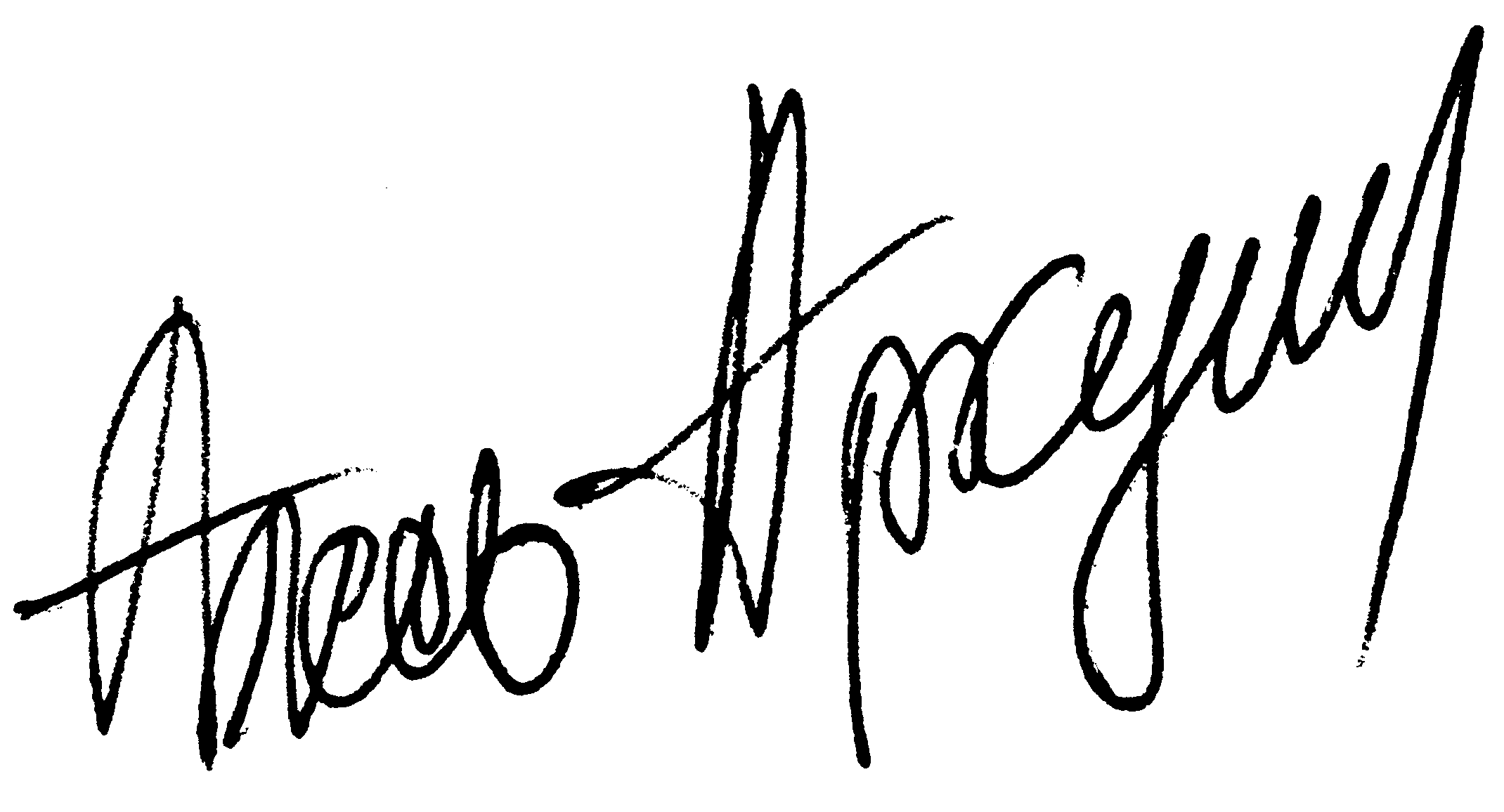
Podpis Alesia Arkusza

Urodził się 28 maja 1960 roku w Żodzinie, w obwodzie mińskim Białoruskiej SRR. Ukończył Żodzińskie Technikum Politechniczne i Białoruski Państwowy Instytut Gospodarki Narodowej (według innego źródła ukończył w 1987 roku Białoruską Państwową Akademię Gospodarstwa Wiejskiego). W 1984 roku przyjął pseudonim literacki Aleś Arkusz. Publikować zaczął w 1986 roku. Od 1987 roku mieszka w Połocku. Wchodził w skład stowarzyszenia literackiego „Tutejszyja” (pol. Tutejsi). Od 1989 lub 1990 do 1996 roku wydał 6 numerów almanachu literackiego „Kseraks Biełaruski” (pol. Białoruskie Ksero). W 1993 roku utworzył spółkę wydawniczą „Połackaje lada” oraz Stowarzyszenie Wolnych Literatów, którego pozostaje liderem i ideologiem do chwili obecnej. Pełnił funkcję wydawcy i głównego redaktora almanachu literackiego „Kałośsie” (pol. Kłosy). W 1997 roku został stypendystą Fundacji Wschodniej im. Jerzego Giedroycia. Jest przewodniczącym komitetu organizacyjnego nagrody literackiej „Hliniany Wiales”. Wchodzi w skład białoruskiego PEN-Centrum.

## Twórczość

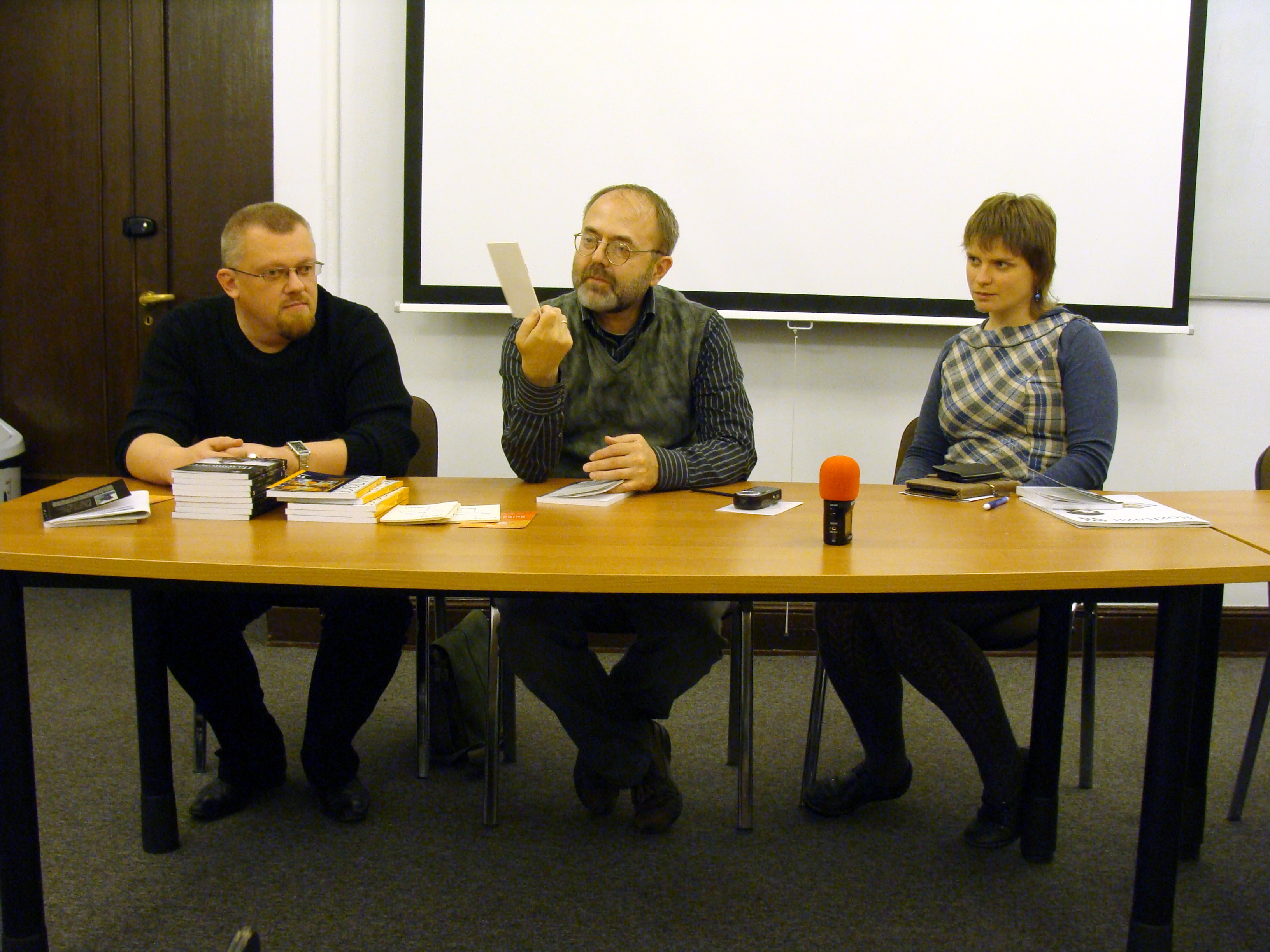
Juryj Humianiuk, Aleś Arkusz i Tacciana Niadbaj podczas prezentacji powieści „Palimpsiest” w Collegium Civitas w Warszawie, 24 października 2012 roku

Aleś Arkusz jest autorem wierszy, prozy, eseistyki, artykułów krytycznych. Napisał około 10 zbiorów poezji. Pierwszy z nich, „Wiartannie”, został wydany w 1988 roku w serii „Biblioteka czasopisma «Maładosć»”. Wśród pozostałych były m.in.: „Kryły pieratworacca u karenni” (1993) i „Prywid wiasny” (2003). Napisał także trzy zbiory eseistyki: „Wyprabawańnie razwojem” (pol. „Doświadczenie rozwojem”, 2000), „Askiepki wialikaha malunku” (2007) i „Bryzhałauka” (razem z Barysem Kozikiem, 2009). W październiku 2012 roku ukazała się jego powieść „Palimpsiest”, w której zawarł wspomnienia z początkowego okresu życia, gdy mieszkał w Żodzinie. Jest także autorem słów do hymnu miasta Połocka i piosenek zespołów rockowych: połockiej grupy Miascowy Czas i polskiej białoruskojęzycznej grupy RIMA. Pisze artykuły dla białoruskiej prasy: tygodnika „Nasza Niwa” oraz czasopism „ARCHE” i „Dziejasłou”. Publikował także swoje utwory na łamach czasopism polskich: „Kartki” (Białystok), „Czas Kultury” (Poznań) i „Borussia” (Olsztyn) oraz internetowego czasopisma Pobocza.
Aleś Arkusz zajmuje się również tłumaczeniem na języki: rosyjski, ukraiński i polski.

## Opinie
Białoruski pisarz Uładzimir Arłou uważa, że Aleś Arkusz wpuścił do naszego białoruskiego narodowego kosmosu wiele idei, które się materializowały, realizowały w różnych projektach, zwracając uwagę przede wszystkim na stworzenie przez niego Stowarzyszenia Wolnych Literatów i nagrody „Hliniany Wiales”. Zdaniem Arnolda Makmilina Aleś Arkusz został szczodrze obdarzony talentem literackim, czasem z romantycznymi, a czasem i z postmodernistycznymi skłonnościami. Według Siarhieja Szydłouskiego Aleś Arkusz jest pierwszym wolnym literatem XXI wieku. Kiedy inni chcą biec, on nieśpiesznie idzie.

## Życie prywatne
Aleś Arkusz jest żonaty, ma dwóch synów.